# Eldora, Iowa
Eldora là một thành phố thuộc quận Hardin, tiểu bang Iowa, Hoa Kỳ. Năm 2010, dân số của thành phố này là 2732 người.

## Dân số
Dân số qua các năm:
- Năm 2000: 3035 người.
- Năm 2010: 2732 người.